# Sarah Carneson
Sarah Carneson (* 17. Juni 1916 in Johannesburg als Sahra Rubin; † 30. Oktober 2015 in Kapstadt) war eine südafrikanische Gewerkschafterin und Anti-Apartheidsaktivistin.

## Leben
Sahra Rubin wuchs in einer Immigrantenfamilie in Johannesburg auf. Ihr Vater, Zelic Rubin stammte aus Litauen und ihre Mutter hatte einen russischen Familienhintergrund. Der Vater arbeitete als Schneider und bildete in seiner Werkstatt schwarze, Coloured- und weiße Lehrlinge aus. Das war zu dieser Zeit unüblich und brachte sie durch die Aufgeschlossenheit der Eltern früh mit verschiedenen Lebenswelten in Kontakt.
Ihre Eltern zählen zum Gründungskreis der Communist Party of South Africa (CPSA). Als sie 18 Jahre alt wurde, trat Sahra Rubin 1931 der Young Communist League of South Africa (YCLSA) bei und 1934 wurde sie Mitglied der CPSA. Während dieser Zeit engagierte sie sich als Lehrerin an der CPSA-Abendschule, in der die Teilnehmer lesen und schreiben lernten.
Zu dieser Tätigkeit kam in Johannesburg zur hauptamtlichen Mitarbeit innerhalb der League Against Fascism and War und danach bei der CPSA hinzu. Gegen Ende der 1930er Jahre ging sie nach Durban, wo ihre gewerkschaftliche Tätigkeit bei der National Union of Distributive Workers begann und gleichzeitig als Gewerkschaftssekretärin bei der Tobacco Workers Union arbeitete. In diesem Lebensabschnitt verbreiterte sich ihr Erfahrungs- und Aktionsfeld. Sie half bei der Entwicklung der Indian Sugar Workers Union, einer Gewerkschaft indischstämmiger Arbeiter der Zuckerindustrie in Natal. Gleichzeitig wirkte Sahra Rubin am Aufbau der CPSA-Strukturen in dieser Region mit. Im Jahre 1940 kehrte sie nach Johannesburg zurück und übernahm eine hauptamtliche Stelle bei der CPSA.
Nach ihrer Hochzeit 1943 mit Fred Carneson und mit Kriegsende 1945 zog das Ehepaar mit ihrer ersten Tochter nach Kapstadt. Im Jahre 1949 nahm Sarah Carneson eine Tätigkeit als Gewerkschaftssekretärin bei der South African Railways and Harbour Workers’ Union auf, deren Mitglieder überwiegend Schwarze waren. Das Ehepaar war mit dem Inkrafttreten des Suppression of Communism Act im Jahre 1950 von diesem Gesetz unmittelbar betroffen. Beide standen nun auf der Liste „politisch verdächtiger“ Personen und waren das Ziel stetiger Schikanen. 1953 wurde sie mit einer Bannungsverfügung belegt und war dadurch gezwungen, ihre Mitwirkung bei der Eisenbahnergewerkschaft sowie in anderen Organisationen zu beenden.
Ihr Ehemann, Gebietssekretär der CPSA und gewählter Native Representative (deutsch: „Eingeborenen-Repräsentant“) im Cape Provincial Council wurde nach 1956 mehrfach inhaftiert und im Rivonia-Prozess angeklagt. Sarah Carneson sammelt zur Unterstützung für ebenso betroffene Familien Geld und half bei der Organisation von Streiks und Massendemonstrationen des African National Congress (ANC). Schließlich geriet auch sie 1960 für 6 Monate in Haft, als am 30. März der Ausnahmezustand in zahlreichen Städten des Landes verhängt wurde.
Ihr Ehemann floh vor den Verfolgungen und geriet 1965 wieder in Polizeihaft und erlitt vor seiner mehrjährigen Gefängnisstrafe Folterungen und 13 Monate Isolationshaft. In dieser Zeit stand Sarah Carneson in ihrem Wohnhaus in Oranjezicht (Kapstadt) unter Arrest und erlebte häufige Razzien. Als Lebensunterhalt vermietete sie Räume ihres Anwesens, das ihre Mutter für sie gekauft hatte. Einige Gäste und ihr Personal gerieten in den Fokus der Sicherheitsorgane, um sie durch Bestechung als Spione gegen Sarah Carneson zu instrumentalisieren. Dabei musste sie lernen, mit der Sperre ihres Bankkontos umzugehen. Das Haus wurde von Unbekannten beschossen, wobei ihr Sohn beinahe getroffen worden wäre.
Wegen eines Verstoßes gegen den Hausarrest während einer Silvesterparty wurde sie 1967 verhaftet und ihr von Mitarbeitern der Police Security Branch eine Gefängnisstrafe von 10 Jahren angedroht. Der Justizminister kündigte in der Nationalversammlung vom 14. Februar 1967 die Auswanderungsabsicht mehrerer Personen mit Verbotsauflagen an, darunter auch Sarah Carneson. Ihr Revisionsantrag gegen eine
Bewährungsstrafe  von zwei Monaten nach dem Suppression of Communism Act, weil sie entgegen einer Verbotsverfügung an einer Versammlung teilgenommen hatte, wurde abgelehnt.
Diese sehr erschwerten Lebensumstände unter sozialer Isolation veranlassten Sarah Carneson 1968 nach Großbritannien auszuwandern, wo ihre jüngeren Kinder bereits bei Verwandten lebten. Sie fand neue Arbeit im Gewerkschaftsbereich und in der Finanzabteilung des Morning Star. Nach der Freilassung von Fred Carneson am 24. Februar 1972 zog er zu seiner in London lebenden Familie.
Im Jahre 1991 kehrte das Ehepaar nach Südafrika zurück und lebte wieder in Kapstadt. Hier engagierten sie sich in der Lokalpolitik für den ANC und die SACP.
Sarah Carneson starb im Alter von 99 Jahren.

## Persönliches
Sahra Rubin lernte ihren späteren Ehemann Fred Carneson 1936 in Pietermaritzburg kennen. Beide heirateten nach seiner Rückkehr aus Abessinien vom Kriegseinsatz am 31. März 1943. Aus der Ehe ging zuerst eine Tochter hervor, Lynn (1943, verh. Carneson-McGregor). Später folgten die Kinder John (1950) und Ruth (1952).

## Weiterführende Literatur
- Lynn Carneson-McGregor: Red in the Rainbow: the Life and Times of Fred and Sarah Carneson. Zebra Press, Cape Town 2010, ISBN 978-1-77022-085-0[6]
- Ruth Carneson: Girl on the edge: a memoir. Cover2cover (Face2Face), 2014, ISBN 978-0-9946516-2-4[7][8]